# Alice Tumler
Alice Tumler (nacida en 1979 en Innsbruck, Austria) es una presentadora de televisión austriaca. 

## Vida y carrera
Alice Tumler es hija de padre austriaco y madre francesa de Martinica, nacida en Innsbruck en 1979. A los 19 años, se instaló en Londres para estudiar periodismo y sociología de la comunicación, y más tarde se trasladó a París para recibir cursos de teatro en el Cours Florent. A raíz de sus estudios residió también en Italia y en las Antillas, donde produjo un programa de radio, entre otros trabajos. 
La carrera de Tumler como presentadora de televisión se inició en el canal de música francés TraceTV. Posteriormente trabajo en el canal de televisión franco-alemán Arte así como en la televisión pública francesa France 3. Desde 2013, presenta para la televisión pública austriaca ORF el talent show Die große Chance. Fue elegida por la ORF para presentar el Festival de la Canción de Eurovisión 2015, junto con Mirjam Weichselbraun y Arabella Kiesbauer.

### Vida personal
Alice Tumler puede hablar con fluidez en alemán, inglés, francés e italiano, y es competente en español y portugués. Tiene una hija.